# 斎藤直紀
斎藤 直紀（さいとう なおき、1992年4月18日 - ）は、日本の俳優。
群馬県出身。エフ・エム・ジー所属。特技はソフトテニス・アクション。趣味はロードバイクで、CARRERAを愛車としている。

## 出演作品

### 舞台
- 「劇団シャイニング from うたの☆プリンスさまっ♪『エヴリィBuddy!』」（2019年10月12日 - 2019年10月14日、梅田芸術劇場 シアター・ドラマシティ / 2019年10月17日 - 2019年10月21日、品川プリンスホテル ステラボール） - ナオミチ役[3]
- 「Alice in Deadly School 少年」（2019年6月26日 - 6月30日、六行会ホール） - 百村 信役[4]
- 「君死ニタマフ事ナカレ 零_改」（2018年11月29日 - 12月9日、CBGKシブゲキ!!） - ウスキ役[5]
- 「若様組まいる～若様とロマン～」（2018年10月6日 - 10月21日、三越劇場） - 瀬木堅太郎役[6]
- 「七つの大罪 The STAGE」（2018年8月3日 - 8月12日、天王洲 銀河劇場 / 2018年8月18日 - 8月20日、梅田芸術劇場 シアター・ドラマシティ） - キング役[7]
- 「舞台 少年ヨルハ Ver1.0」（2018年1月31日 - 2月4日、六行会ホール） - 九号役[8]
- 「ジョーカー・ゲーム」（2017年5月4日 - 5月7日、Zeppブルーシアター六本木） - アンサンブル[9]
- 「銀河英雄伝説 第四章 後篇 激突」（2014年2月12日 - 3月2日、青山劇場） - アンサンブル[10]
- 「季節のない街」(2012年10月4日 - 10月8日、あうるすぽっと)[1]

### ミュージックビデオ
- ヤバイTシャツ屋さん 「ハッピーウェディング前ソング」(2017年)
- ヤバイTシャツ屋さん 「癒着☆NIGHT」(2019年)[11]

### CM
- マクドナルド　ベーコンポテトパイセン 激アツ！人生相談その5 「財布が寒い」篇（WEB）[12]
- ユニバーサル・スタジオ・ジャパン（グラフィック）
- 花王　リセッシュ抗菌EX
- Honda Cars　「ありがとうの技術」（WEB）
- 資格の大原

### 映画
- 「宇田川町で待っててよ。」（2015年、湯浅典子監督）
- 「セブンデイズ」(2015年、横井健司監督)
- 「FASHION STORY -Model-」(2012年、中村さやか監督)

### テレビドラマ
- 「花のち晴れ〜花男 Next Season〜」(2018年、TBS) - 多田野蓮役[13]
- 「仮面ライダードライブ」第1話 (2014年、テレビ朝日)
- 「チーム・バチスタ3 アリアドネの弾丸」(2011年、フジテレビ)
- 「ろくでなしBLUES」(2011年、日本テレビ)

### オリジナルビデオ
- 鎧武/ガイム外伝 仮面ライダーデューク/仮面ライダーナックル（2015年、東映ビデオ)

### 雑誌
- 「Tokyo graffiti 東京美男子」